# Haplochromis nyererei
Haplochromis nyererei es una especie de peces de la familia Cichlidae en el orden de los Perciformes.

## Morfología
Los machos pueden llegar alcanzar los 7,7 cm de longitud total.

## Distribución geográfica
Se encuentra en el lago Victoria (África Oriental).

## Hábitat
Vive en zonas de clima tropical entre 22 °C-28 °C de temperatura.

## Alimentación
Come algas e insectos. 